# サンマルコス砦

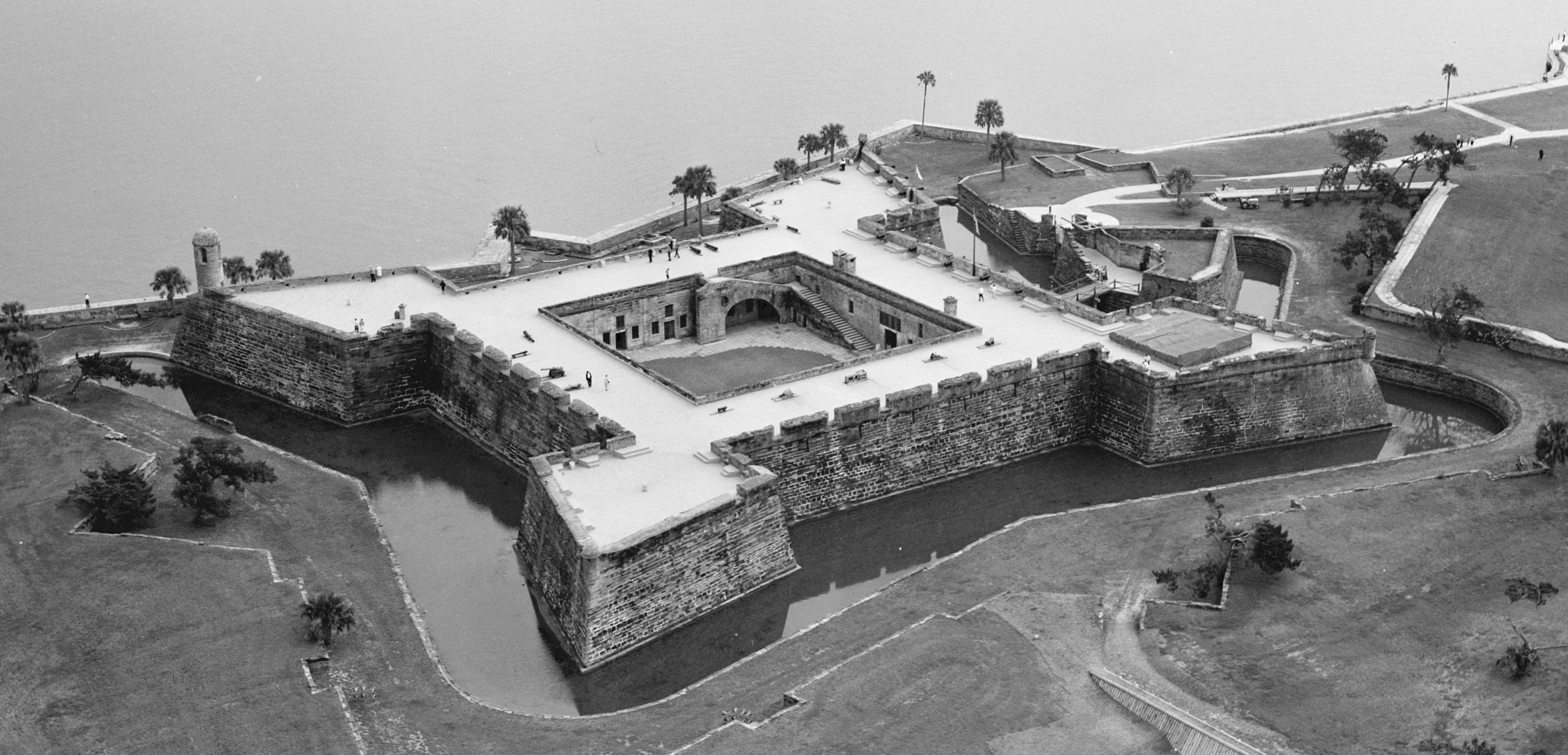
北西からの俯瞰。海水を引入れて水堀にできた。時期不詳

サンマルコス砦(サンマルコスとりで、英語: Castillo de San Marcos)は合衆国本土における最古の石造要塞である。
(聖マーク要塞(Fort St. Mark)、マリオン要塞(Fort Marion)に改名されていた時代がある。後述。本稿内でこれらの名称で言及することがある)
フロリダ州セントオーガスティン 市のマタンザス湾の西海岸に位置する。
 
建設はフロリダがまだスペイン帝国の一部だった1672年
に始まった。
1763年パリ条約の結果、大英帝国がフロリダの統治権を得て以来、セントオーガスティンが英国領東フロリダの首都になった。その時、要塞は聖マーク要塞(Fort St. Mark)に改名された。 しかし1783年のヴェルサイユ条約(独立戦争の講和)によってフロリダはスペインに返還されたので英国支配は20年しか続かなかった。1819年スペインはアダムズ=オニス条約に調印した。その中では1821年にフロリダを合衆国に割譲することが定められていた。その結果、要塞はアメリカ陸軍の基地に指定されマリオン要塞(Fort Marion)に改名された。1942年、連邦議会法によってオリジナル名「サンマルコス砦」に戻された。要塞は1924年、ナショナル・モニュメントに指定され、1933年には251年続いた軍による所有も解除された。その後、敷地の内8.3ヘクタール部分は国立公園局に引継がれた。
サンマルコス砦は2度の攻囲戦を経験した：最初は1702年にカロライナ植民地総督ジェイムズ・ムーアに率いられたイギリス植民地軍によって、2度目は1740年ジョージア植民地総督ジェイムズ・オグルソープによって。要塞の所有者は4政府の間で、すべて平和裏に6回変わった。4政府とはスペイン帝国、大英帝国、アメリカ連合国(南部連合)、アメリカ合衆国である(スペインと合衆国がそれぞれ2度ずつ)。
1821年から始まる合衆国の支配下で要塞はセミノールを筆頭とする多様な先住民部族のメンバーを投獄するための軍刑務所として利用された。

## スペイン統治第1期

### 建設

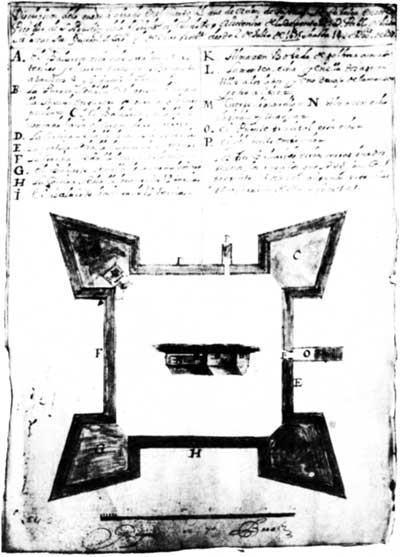
1677年から始まるサンマルコス砦の建設計画

セントオーガスティンのヨーロッパ人の街は1565年、スペイン国王のために提督でありコンキスタドール(征服を目的とする探検者)でもあったペドロ・メネンデス・デ・アヴィレスによってSeloyと呼ばれた先住民の村があった場所に建設された。 続く100年以上にわたり、スペイン人は防衛のため町の異なる場所に９つの木造砦を建設した。要塞の必要性は1586年フランシス・ドレークに率いられた20隻の艦隊による攻撃を受けたことで認識されるようになった。1668年イギリスの私略船(privateer： 国家公認の海賊)船長ロバート・サールの破壊的攻撃の結果、マリアナ・デ・アウストリア(スペイン王妃、摂政)は市を防衛するための石造要塞の建設を承認した。要塞はスペイン人技術者 イグナシオ・ダサ(Ignacio Daza) によって設計され、建設は総督フランシスコ・デ・ラ・ゲーラ・イ・デ・ラ・ヴェガによって命じられた。 1671年ゲーラの後任マヌエル・デ・センドーヤの管理のもとで作業は進められたが、 最初の石積みが始まったのは1672年になってからだった。
サンマルコス砦は石造の星形要塞で、石材はコキーナ(スペイン語で「小さな貝」)と呼ばれた太古の貝が寄り集まった一種の石灰岩が用いられた。要塞建設の強制労働者 は先住民に加えてキューバのハバナから連れてこられた。コキーナはマタンザス湾対岸、アナスタシア島の「王の採石場(King's Quarry)」から切り出され、 船で建設現場まで運ばれた。建設は1672年10月2日に始まり、23年続いて1695年に完成した。

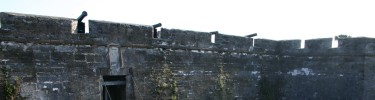
サンペドロ堡塁とサンアグスティン堡塁の間の南側城壁の塁道上に配備された大砲の砲身と銃眼。中央やや左に唯一の入口であるサリーポート。ラヴリンから堀を渡る跳ね橋で繋がっている。

要塞はサリーポート を守るラヴリン(三角堡)を伴った4つの堡塁を持ち、それぞれサンペドロ(南西)、サンアグスティン(南東)、サンカルロス(北東)、サンパブロ(北西)と名付けられていた(丸括弧内は方角)。陸側2正面には大規模なグレイシス が構築されていた。それはいかなる攻撃者にも要塞の大砲に向かって上向きに攻めかかることを強いるもので、要塞側からすれば下り斜面上の複数の目標を非常に効率的に射撃可能にするものだった。要塞のすぐ外側を堀が取り囲んでいた。堀は満潮時、水深1フィートまでマタンザス湾からの海水を引込むことができた。取水は敵の攻撃に先立って防潮堤に設けられた防潮扉から行なわれた。

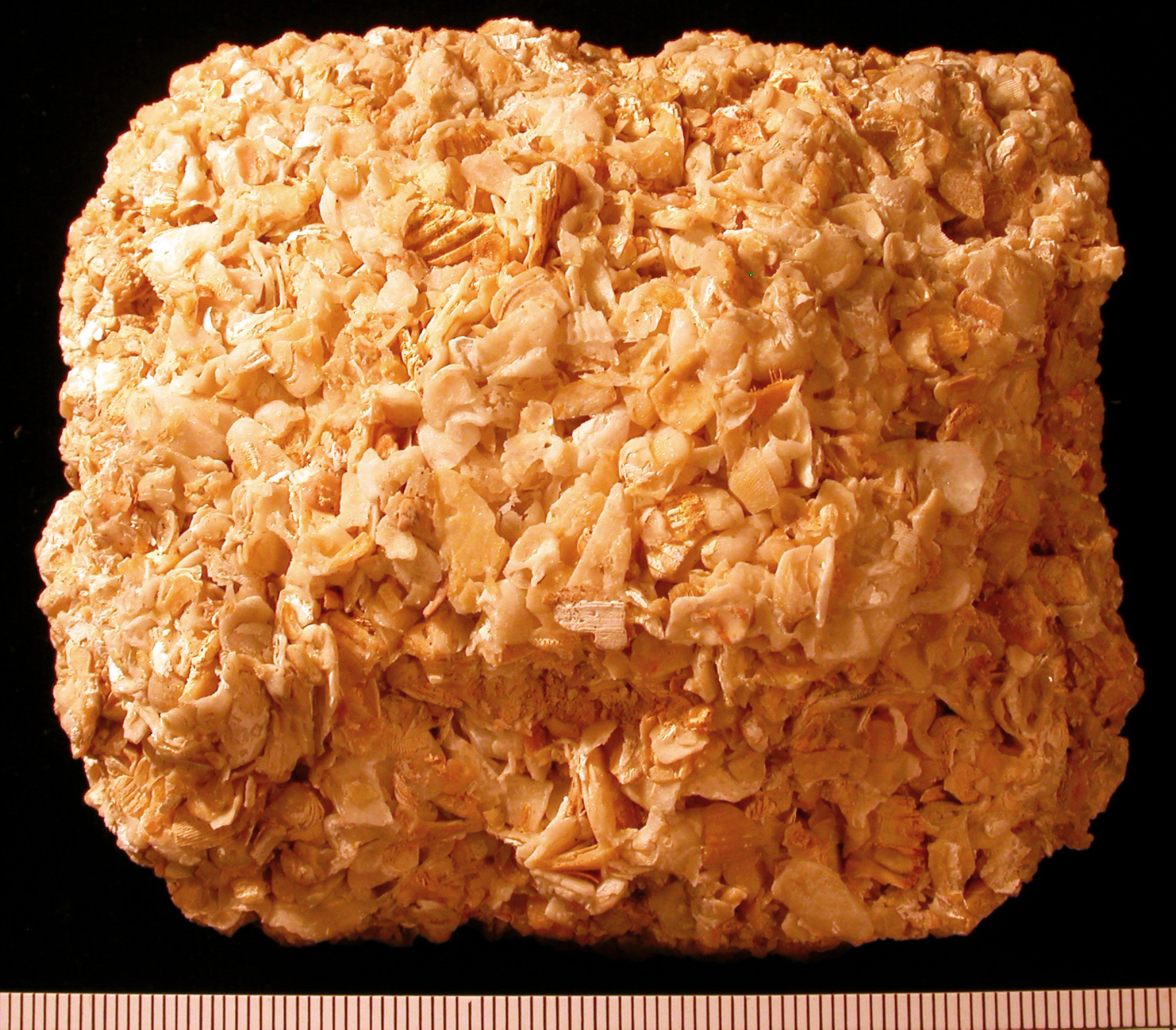
石材として用いられたフロリダ産コキーナ

城壁には多くの銃眼(大砲用)が設けられた。銃眼は様々な口径の大砲を配備するために要塞の屋上に沿って、また堡塁の内部にも施された。要塞守備兵のマスケット銃を配備するために歩兵用銃眼も塁道(terreplein) レベルより下側の壁に穿たれた。
余談であるが後年の1837年に20人のセミノールの囚人達が脱獄(1837年当時は軍刑務所)したのはこの銃眼からだった。(節、合衆国統治第1期参照)

### 第1次英国攻囲

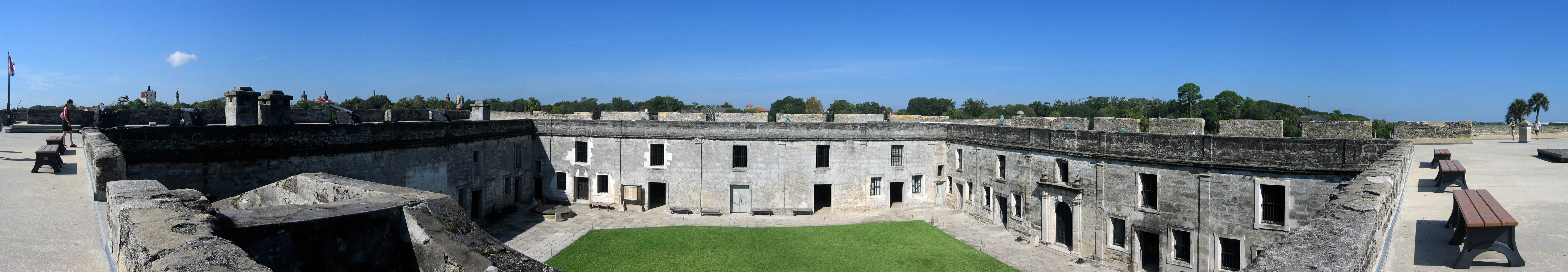
プラザ・デ・アルマス(Plaza de Armas)と呼ばれた中庭

1670年、チャールス・タウン(Charles Town：今日のサウスカロライナ州チャールストン)は英国植民者によって創設された。セントオーガスティンから船で2日しか離れていなかったことにより生じた、スペイン領土内へのイギリス人の入植やイギリス人交易業者による略奪がスペイン人に要塞建設を急がせることになった。 1702年アン女王戦争の初期、カロライナ植民地総督ジェイムズ・ムーア指揮下のイギリス植民地軍はセントオーガスティン獲得の遠征に乗り出した
イギリスのセントオーガスティン攻囲は1702年11月から始まった。 およそ1,500人の住人と兵士が2か月間要塞に籠城した。イギリスの小さな大砲は要塞の壁にほとんど効果がなかった。コキーナが効果的に砲弾の衝撃を吸収してしまったからである。 攻囲はスペイン艦隊がハバナから到着し、湾内にいた何隻かのイギリス艦を拿捕した時点で破られた。 イギリス人は敗北し、スペイン人の手に落ちることを防ぐために船を焼却する決定をした。その後カロライナ植民地へは陸路、行軍して戻った。 攻囲の結果、セントオーガスティンの町は一部はスペイン人、そして一部はイギリス人によって破壊された。

### 建設第2期
1738年に始まりスペイン人技術者ペドロ・ルイス・デ・オラーノ(Pedro Ruiz de Olano)の管理下で、要塞の内部は再設計、再工事された。内部の部屋は深く作られ、オリジナルの木製天井はヴォールトを施された天井に取り換えられた。ヴォールト天井は砲撃からの防御に優れ、大砲を堡塁の角ではなくガンデッキ に沿って配置することを可能にした。新天井のために外壁の高さを8メートルから10メートルに高くする必要があった。

### 第2次英国攻囲

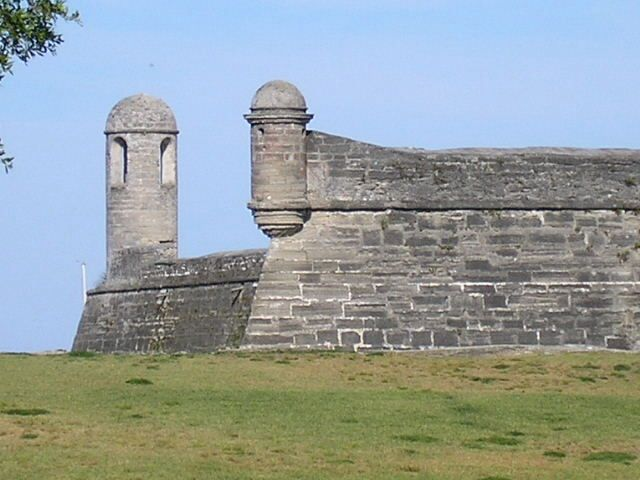
手前がガリタ(garita)と呼ばれた監視哨、奥の高い方は鐘楼、各堡塁の先端に監視哨か鐘楼を備えていた

スペインとイギリスはヨーロッパで覇権を争っていた。両国が新世界で帝国を創設して以来、新世界まで覇権争いが広がった。1733年にロバート・ジェンキンス (船長)に指揮された英国艦レベッカ(Rebecca)はカリブ海でスペインの海岸警備隊に拿捕された。
イギリス人がスペイン植民地との間で非合法な交易(スペイン、イギリス両国とも禁止していた)を行なっている嫌疑により、スペイン人はレベッカを捜索した。スペイン人とイギリス人船員の間で闘いが起きた。小競り合いの最中、ジェンキンスはスペイン士官に耳を切り落とされた。スペイン士官は耳を拾い上げて、こう言った。「これをお前たちの王に届けてこう告げよ『もし王がこの場にいるなら俺は同じやり方で王に仕えてやるぞ!』」と。 ジェンキンスが事件を報告すると、イギリス当局はそれをスペインに対する宣戦布告(1739年)の口実に使った。この戦争はジェンキンスの耳の戦争と呼ばれた。
イギリスの提督エドワード・ヴァーノンがポルトベロの戦い(ポルトベロは中米パナマの町)で大勝した後、ジェイムズ・オグルソープ将軍(ジョージア植民地の創設者)は直ちに北アメリカでヴァーノンを真似ようとした。1740年6月、オグルソープと7隻の船からなる英国艦隊はセントオーガスティン沖に現れた(セントオーガスティン攻囲 (1740年))。1702年の攻囲と同様、300人の兵士と1,300人の住民がサンマルコス砦内に避難した。27日間にわたりイギリスはサンマルコス砦とセントオーガスティンを砲撃した。大砲が要塞の壁に対して効果がないことが明らかになると、オグルソープはマタンザス川の入り江と町へ通じるすべての道路を封鎖してセントオーガスティンの人たちを兵糧攻めにすることにした。物資は町に届かなくなった。しかしイギリス軍の士気も備蓄も低下して、オグルソープは撤退するしかなくなった。
戦後、将来の封鎖や攻囲から市を守るため、スペイン人は入り江をガードするマタンザス要塞(現、マタンザス要塞ナショナル・モニュメント)を建設した。これはセントオーガスティンの主要な防衛システムを避ける裏口として使われた。

## 英国による占領期
1763年、英国は武力によらず巧みにサンマルコス砦の支配を手に入れた。七年戦争後のパリ条約の条項で、イギリスは七年戦争中に占領したハバナとマニラをスペインに返還することと引き換えにスペイン領フロリダすべてを獲得した。1763年7月21日、スペイン人総督はイギリス人総督にサンマルコス砦を明け渡した。イギリス人総督はセントオーガスティンを東フロリダ植民地の首都に定めた。東フロリダ植民地はイギリス国王ジョージ3世の1763年宣言によって成立したものである。
イギリス人は要塞にいくつかの変更を施し、聖マーク要塞 に改名した。大英帝国が北アメリカの支配勢力だったので、要塞を最上の状態に維持しようと煩う必要はなかった。この態度はアメリカ独立戦争勃発まで優勢だった。要塞は独立戦争の間、軍刑務所として利用された。投獄された者の中にはサウスカロライナの副総督	クリストファー・ガズデンもいた。ガズデンは大陸会議の代議員でもあり、戦争中は大陸軍(Continental Army)の准将でもあった。彼は11か月後、保釈された。
アメリカ南部に対するイギリスの作戦基地としての新たな役割を与えられて要塞の改良が始められた。ゲートと城壁は補修され、居住能力を増すために2階にいくつかの部屋が加えられた。セントオーガスティンは幾度かジョージア植民地からの遠征目標にされたが(中断された)、要塞は独立戦争中、主に刑務所として使用された。イギリスがチャールストンを奪った時に、そこで捕らえられた独立戦争の戦士が幾人が収監された。独立戦争中の1779年、スペインはイギリスに宣戦布告した。聖マーク要塞から軍は引き揚げたが、イギリスの占領自体は継続した。スペイン領ルイジアナの総督ベルナルド・デ・ガルヴェスはイギリスが支配する西フロリダの諸都市を攻撃し、すべて占領した。
イギリスの唯一の主要な軍事作戦(セントオーガスティンから出撃した軍を用いた)は調整が稚拙ではあったがジョージア州のサバンナ占領に成功した； サバンナはセントオーガスティンからの軍が到着する前にニューヨークから来た軍によって占領されていた。
戦争終結時、1783年パリ条約はフロリダをスペインに返還するよう呼びかけていた。1784年7月12日スペイン軍はセントオーガスティンに戻って来た。

## スペイン統治第2期

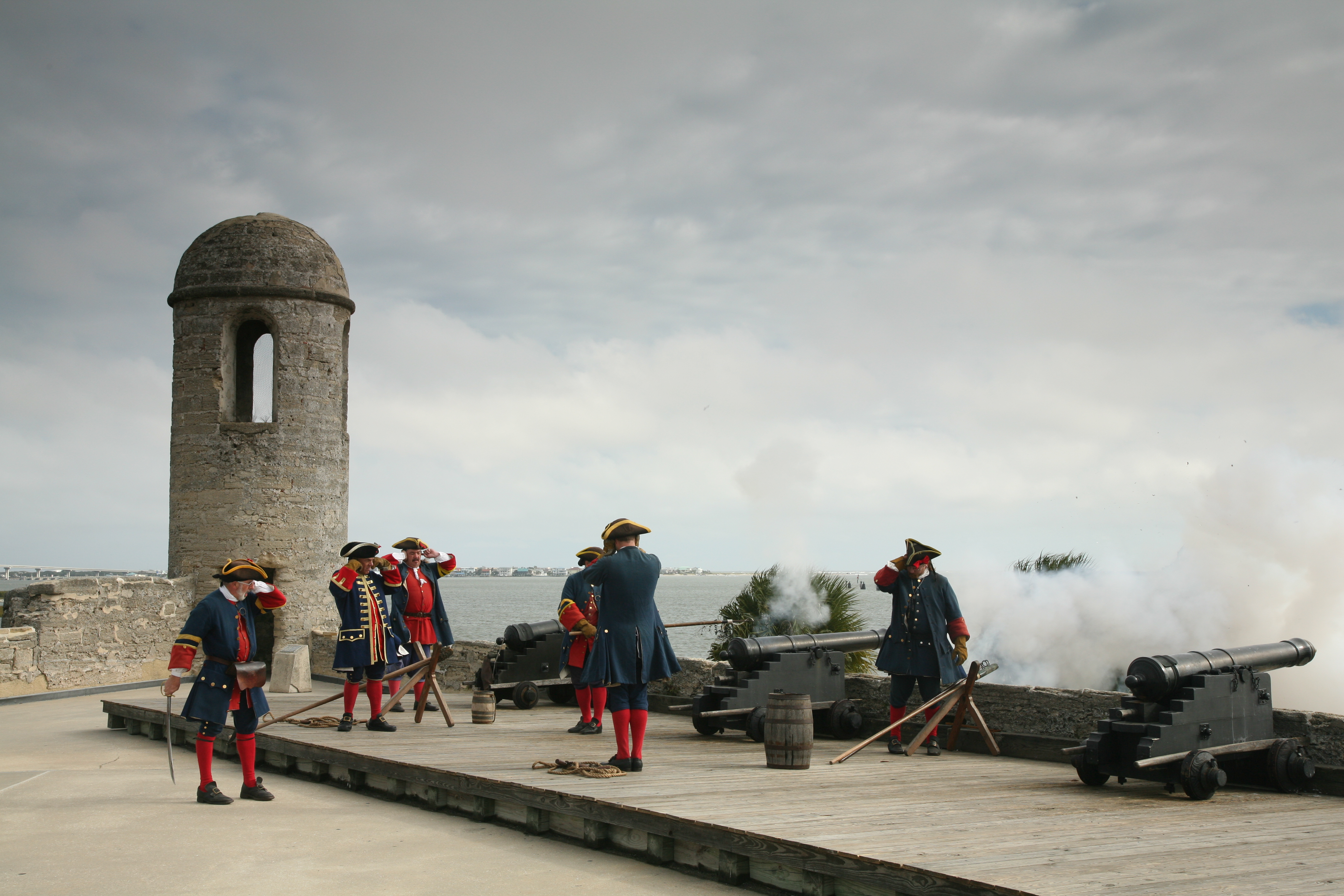
スペイン兵による大砲発射を再現した様子

スペインがフロリダの支配を回復した時、領土の多くが変えられていることに気付いた。スペイン人の多くは支配権がイギリスに渡った後もフロリダに留まった。また、フロリダがスペインに返還された後、多くのイギリス市民が残っていた。スペイン統治のフロリダと建国直後の合衆国との間で多くの国境問題が生じた。スペインは要塞の名前をサンマルコス砦 に戻し、イギリス人が要塞に対して行っていた強化改良工事を今度はスペイン領を守るために続けた。しかし合衆国からの益々強まる圧力その他の要因のせいで1819年、スペインはフロリダを合衆国へ割譲することを約するアダムズ=オニス条約に調印し、1821年に割譲された。

## 合衆国統治第1期

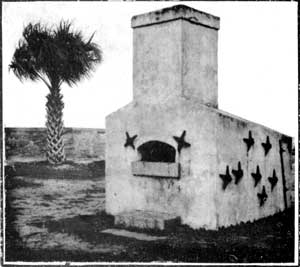
敵の木造艦船を炎上させる焼玉式焼夷弾の加熱炉

要塞をスペインから受取ると、アメリカ人はその名前をマリオン要塞 に改称した。独立戦争の英雄で、「沼地の狐("The Swamp Fox")」のあだ名で呼ばれたフランシス・マリオン将軍の栄誉を称えたものである。この時期、アメリカ人は要塞にわずかな構造的変更を行なった。貯蔵室の多くは重いドアと窓の鉄格子を取付け檻房(囚人室)に改造された。また堀の一部は埋立てられ、海岸防衛システムの一部として砲台に改修された。元々あったスペインの防潮堤は地面の水準まで剥ぎ取られ、新たな防潮堤が元の防潮堤のすぐ海側に建設された。この時、新設された水際砲台内側にある、堀への取水口区画に焼玉式焼夷弾(hotshot)の加熱炉も建設された。敵の木造船を炎上させるために砲弾は加熱された。
1837年10月、第2次セミノール戦争の期間中、セミノールの族長オシーオウラ(Osceola) がアメリカ人によって投獄されたのは白旗を掲げて、ペイトン要塞近くで行われた和平会談に参加中の出来事だった。 オシーオウラは手下達とともにマリオン要塞に投獄された。その中にはユーチー・ビリーおよびen:Ee-mat-la(キング・フィリップ)とコアクーチー(Coacoochee)父子 等がいた。オシーオウラと父子は後にチャールストン港のサリバンズアイランドにあるムールトリー要塞に送られた。 
ユーチー・ビリーは1837年9月10日に捕らえられ、11月29日に要塞で死んだ。彼の頭蓋骨は骨董品としてフレデリック・ウィードン(Frederick Weedon)医師によって保存された。医師はオシーオウラがムールトリー要塞で死んだ後、首を切り取って防腐剤の中に保存した人物である。
1837年11月19日の夜、コアクーチーと19人のセミノール(内2人は女性)はマリオン要塞から脱走した。コアクーチーは後に愉快な物語を語った。彼と友人の Talmus Hadjo だけが檻房の高い位置に開いていた20センチの銃眼を擦り抜け、あり合わせのロープで空堀へ滑り降りて脱獄したと。 
(実際は Talmus Hadjo は公式の囚人リストには載っていなかった。)しかし脱獄は現実に影響を与えた。脱獄囚達はバンド の野営地(セントオーガスティンの南約65キロメートル、トモカ川源流部)まで戻った。間違った取扱いのせいで彼らは戦闘の継続を誓い、戦争は4年以上長引くことになった。コアクーチーが脱獄した檻房は要塞で長く伝えられる公式な教訓の一部となった。

## アメリカ連合国(南部連合)統治期

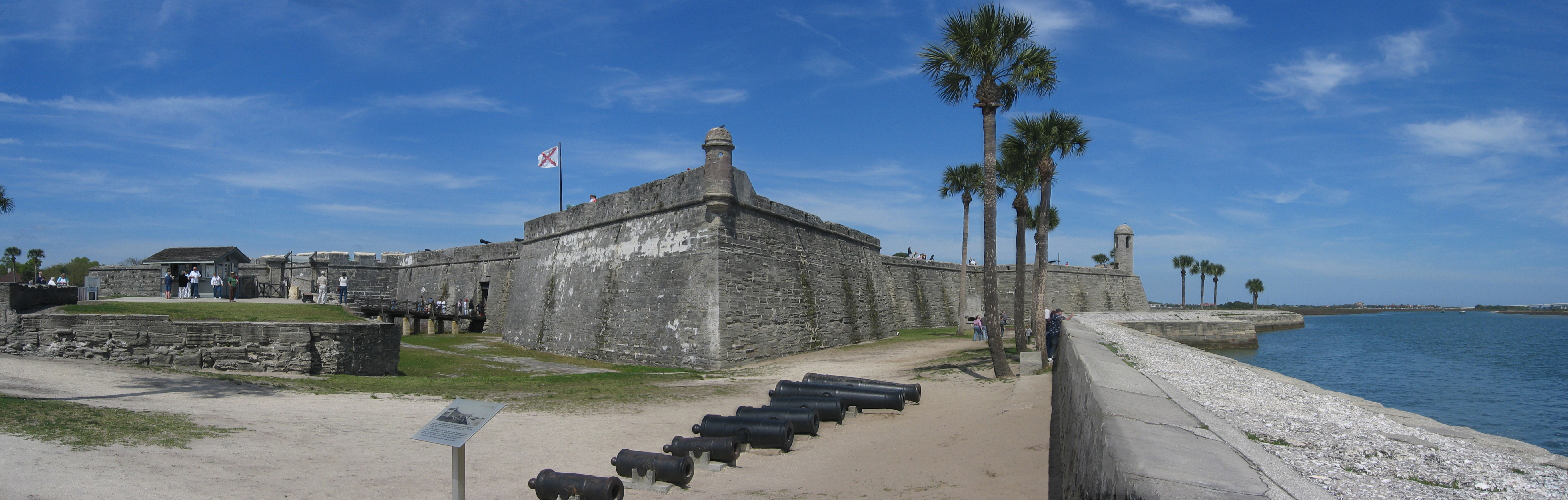
南東から写したパノラマ。中央やや左の橋の右端にサリーポートが見える。この橋は手前の台地ではなくその奥のラヴリン(三角堡;写っていない)に繋がっている。手前からラヴリンに向う橋は跳ね橋で、上部のみ見えている。城壁にはスリット状の銃眼がある

1861年1月フロリダは南北戦争最初の数か月で合衆国から離脱した。北軍は保守要員一人を除いて要塞から撤退した。同月に南軍(別名アメリカ連合国軍)が要塞に進駐した。要塞に配置されている北軍(ユニオン軍)の一兵士は南軍から要塞の受領証を与えられない限り、降伏出来ないと拒否した。結局、彼は受領証を受取り、要塞は一発の銃火を交えることなく南軍の手に渡った。海側の砲台の5門だけを残し、ほとんどの大砲は他の要塞に送られた。
1861年8月5日、セントオーガスティン・ブルース(セントオーガスティンで結成された民兵隊)はマリオン要塞の南軍に入隊した。彼らは最近組織されたばかりの第3フロリダ歩兵隊のB中隊に配属された。セントオーガスティン・ブルースは南軍の一員としてテネシー州ほか各地に転戦し死傷者を出した。 12人以上のセントオーガスティン・ブルースの元隊員はセントオーガスティン市のトロマト墓地に埋葬されている。
1862年3月11日、セントオーガスティン市長クリストバル・ブラーヴォ(Cristobal Bravo)が公式に北軍艦隊司令クリストファー・レイモンド・ペリー・ロジャーズ(C.R.P Rogers)に降伏を演じた後、要塞はセントオーガスティンの町とともに北軍に再占領された。准将サミュエル・デュポン指揮下の北軍艦隊の到着を予期して、南軍は前日の晩にセントオーガスティンから撤退していた。

## 合衆国統治第2期

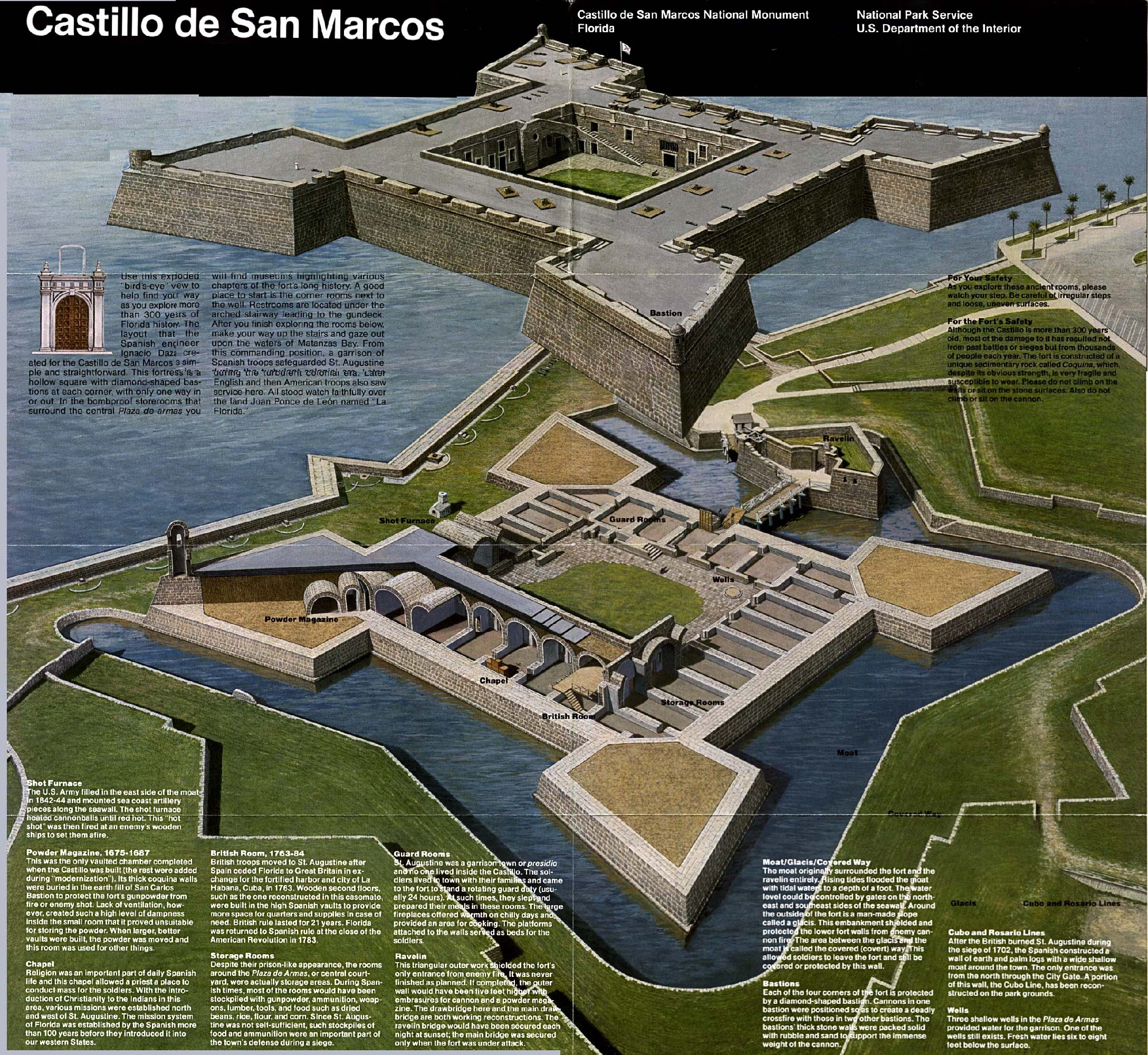
国立公園局作成の分解立体図を示したパンフレット。

要塞は1862年3月11日、北軍によって取り戻された。それはUSSウォバシュが湾に入り、南軍がセントオーガスティン市から撤退したことが判明した日付である。市の指導部は市街地を破壊から守るため降伏する意志を持っていた。そのため、市と要塞は一発も撃つことなく取り戻された。要塞稼働史の残りの期間、マリオン要塞は軍刑務所として利用された。
1875年の初め、多くのアメリカ先住民の囚人が西部で起きたインディアン戦争の余波でマリオン要塞に収監された。(平原インディアンが多かった)
多くが要塞で死んだ。囚人の中ではカイオワ族のホワイト・ホース (酋長) とシャイアン族のグレイ・ベアード。
この期間、リチャード・ヘンリー・プラット(南北戦争に従軍)が囚人を監督し、彼らの環境改善に尽力した。囚人の足枷を廃止し檻房から出ることを許可した。 プラットは囚人により多くの自治を与える方法を開発し、教育的、文化的カリキュラムを整えようとした。南北戦争勃発によりセントオーガスティンから教員や宣教師を務めていた北部人がいなくなったため、彼らが影響力の中心になった。プラットはインディアン囚人に英語、キリスト教およびアメリカ文化の諸要素を教えるボランティアを募集した。プラットとほとんどのアメリカの当局者は変わりゆく社会の中でインディアンたちが生き延びていくために白人社会への同化が必要だと信じていた。
人々は芸術製作に勇気づけられもした；彼らは何百もの絵を創作した。レッジャーアート(Leadger Art) はマリオン要塞にいた平原インディアンの芸術家たちによって始まったものである。レッジャーアートのコレクションの一部はスミソニアン博物館に収蔵され、オンラインでも閲覧できる。 先住民の教育の進展に促され、市民たちは基金を立ち上げ20人近くの元囚人を保釈後、を大学に送った。17人はハンプトン・インスティテュート(現、ハンプトン大学)とヒストリカリー・ブラック・カレッジに進学した。それ以外は資金援助を得てニューヨーク州の私立カレッジで教育を受けた。ニューヨーク州に進学した中には、デイヴィッド・ペンドルトン・オーカーヘイターがいた。これは後に名付けられた名前で、ペンドルトン上院議員とその妻に資金援助されていた。オーカーヘイターは学業に励み、米国聖公会(エピスコパル教会)の司祭として聖職叙品(任命)された。彼はインディアン部族の宣教師として働くため西部に戻った。オーカーヘイターは後にエピスコパル教会によって聖人に列せられた。
マリオン要塞でのプラットの経験はプラットが始めたアメリカ・インディアンのための寄宿学校を生み出そうとする運動の基礎になった。これらの学校は建前では先住民の教育目的だったが、先住民の子供たちが自分たちの言葉を話すことも、自分たちの宗教も禁じられていた。多くの子供たちは食料配給を打ち切るという脅しによって、家族から強制的に引き離された。子供たちが家に送る手紙は検閲され、多くの子供たちは夏の間、帰宅を許されず農業労働キャンプ(agricultural labor camps)に連れて行かれた。多くの人がアメリカ・インディアンの寄宿学校を無数の酷使と児童労働法違反で告発した。さらに「先住民文化の組織的絶滅(cultual genocide)」であるとして告発された。プラットの運動はカーライル・インディアン実業学校 の創立で始まった。それは450以上あるアメリカ・インディアン寄宿学校の最初の学校だった。
1886年から1887年にかけて、推定で491人のアパッチがマリオン要塞に収監されていた；その多くはチリカーワとアリゾナのウォームスプリングス・アパッチ(どちらもアパッチ族のバンド)だった。男は82人で残りは女子供だった。男の内14人(チャトゥーも含まれる)はアメリカ陸軍にアパッチ・スカウトとして雇用されていた。チリカーワの中でジェロニモの妻を含む彼のバンドのメンバーがいた。ジェロニモ自身は降伏時の合意条件違反の罪でピケンズ要塞(フロリダ州西部ペンサコーラ近郊)に送られた。収監中、十分なスペースがなかったので多くの囚人達がテントでの野営を強いられた。少なくとも24人のアパッチが囚人として死んだ。彼らはノース・ビーチ に埋葬された。

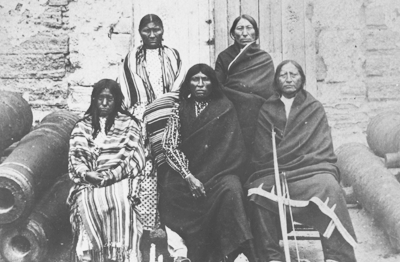
アパッチの囚人、マリオン要塞

1898年、200人以上の米西戦争の脱走兵がマリオン要塞に投獄された。これが現役の基地としては要塞の最後の利用となった。1900年、要塞は5つの異なる国旗の下で205年に渡って役務を提供し続けた後、静かに現役を退いた。
1924年、要塞はナショナル・モニュメントに指定された。1933年、陸軍省から国立公園局に所管変更された。1942年、スペインの歴史遺産に敬意を表して、連邦議会は公式に要塞の名前を元のサンマルコス砦に戻した。1966年10月15日国立公園局の歴史的資産として、サンマルコス砦は歴史登録財(NRHP)に登録された。国立公園局はサンマルコス砦をマタンザス要塞ナショナル・モニュメントと一括して管理している。1975年、米国土木学会により歴史的土木工学ランドマークに指定された。
国立公園局に所管が移って以来、サンマルコス砦はポピュラーな観光名所になっている。それはセントオーガスティンの下町10,100平方メートルを占めている。

## ギャラリー

国立公園局作成のサンマルコス砦の地図。旧名のマリオン要塞となっている
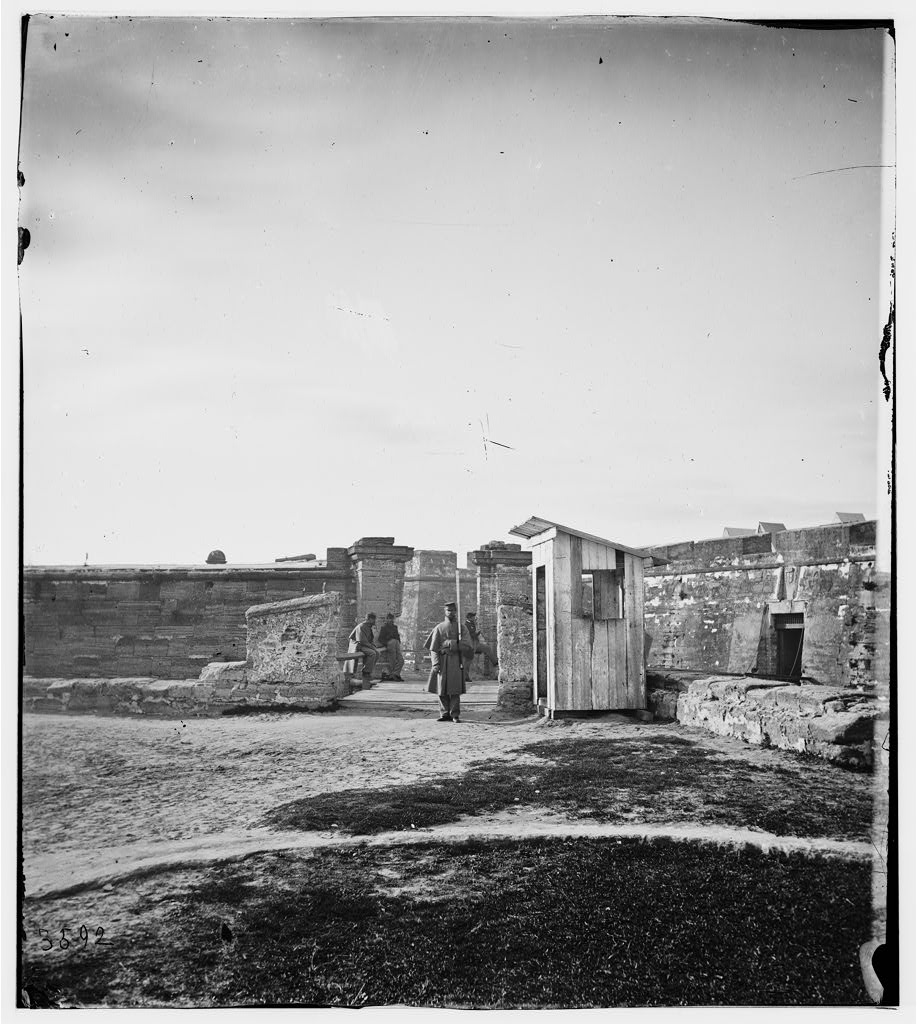
入口ゲート、この奥がラヴリン、右端にサリーポートが見えている。南北戦争期
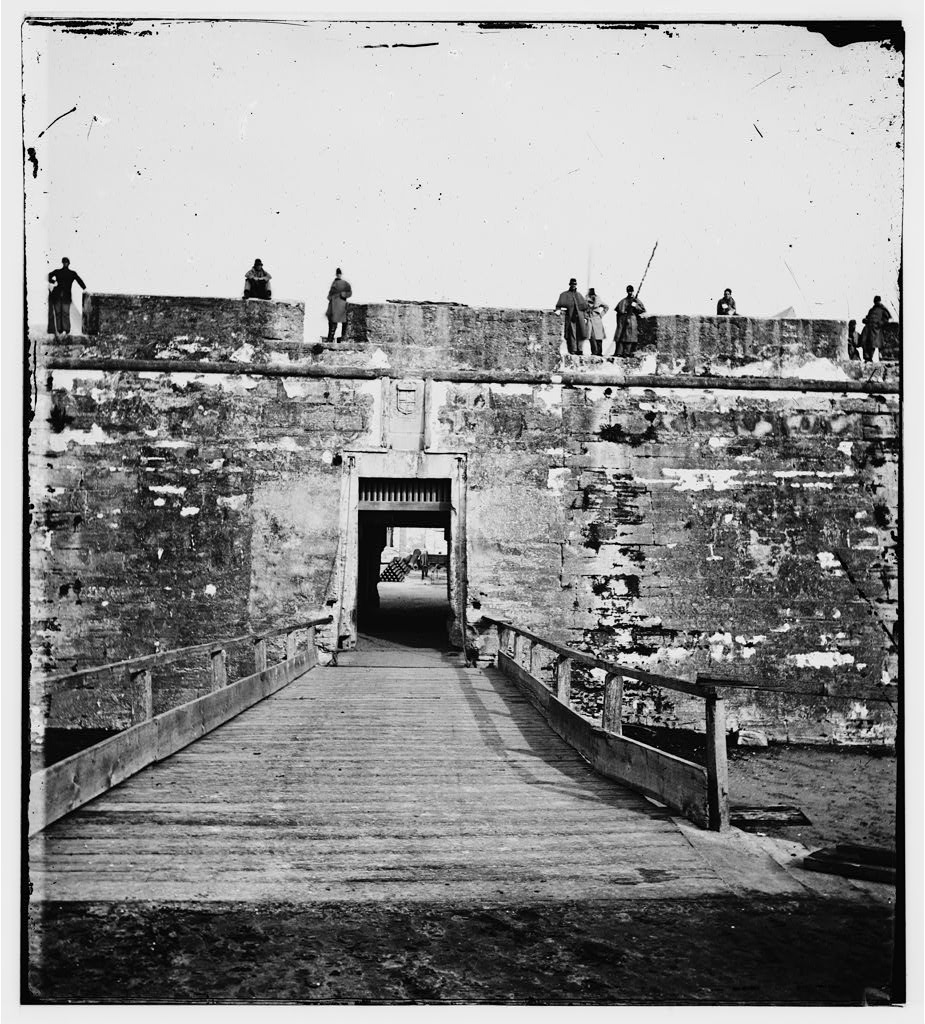
サリーポート、南北戦争期
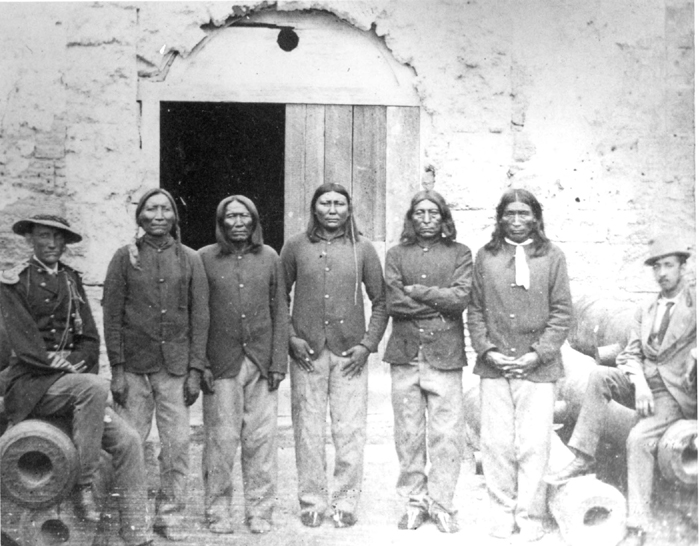
先住民囚人とリチャード・プラット、マリオン要塞
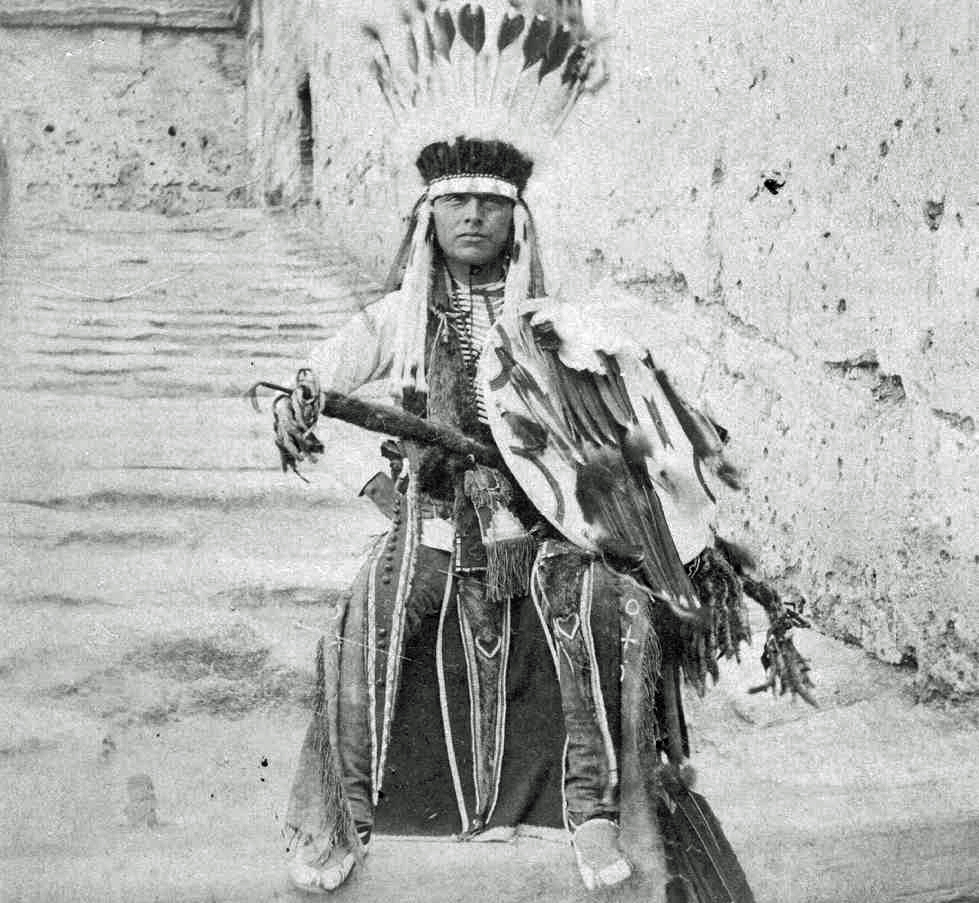
南シャイアン族のハウリング・ウルフ（英語版）、マリオン要塞収監中の撮影、
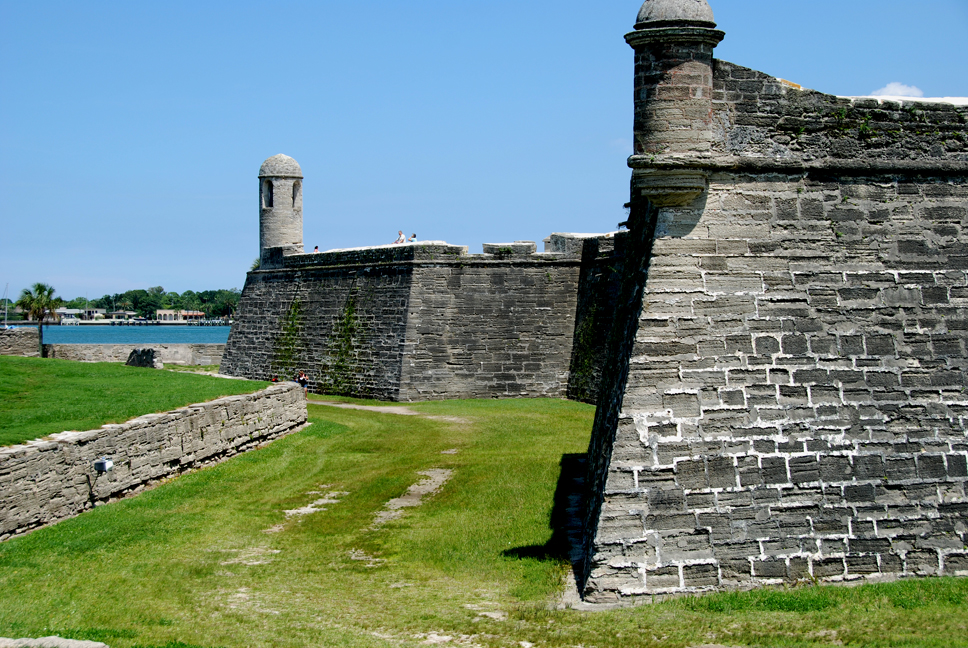
北側の城壁
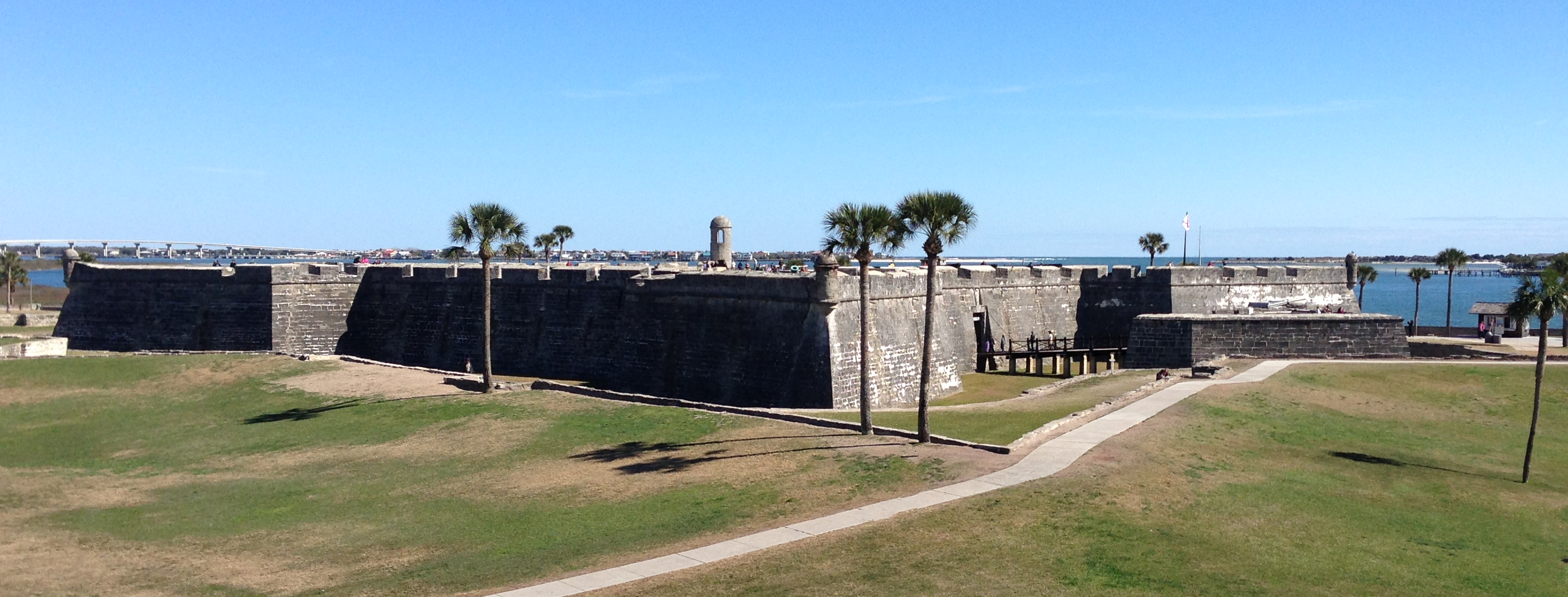
西側から東を望む、ラヴリンの側壁の高さ(あるいは主城壁に対する低さ)がよくわかる
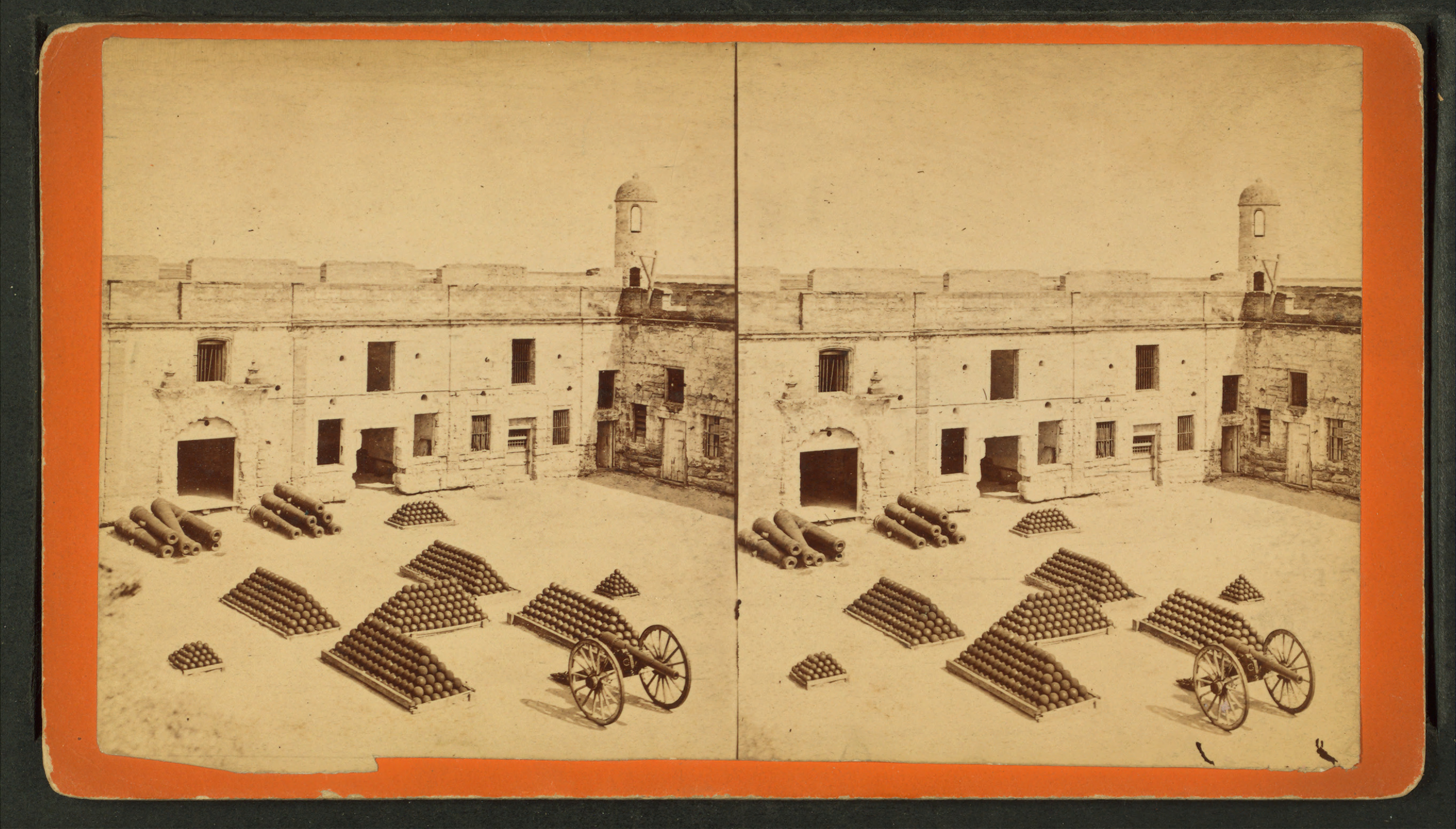
中庭に置かれた砲弾と大砲(軍刑務所時代なので現役兵器ではない)、立体視写真につき2枚の写真が左右連結されている、1868?-1890?
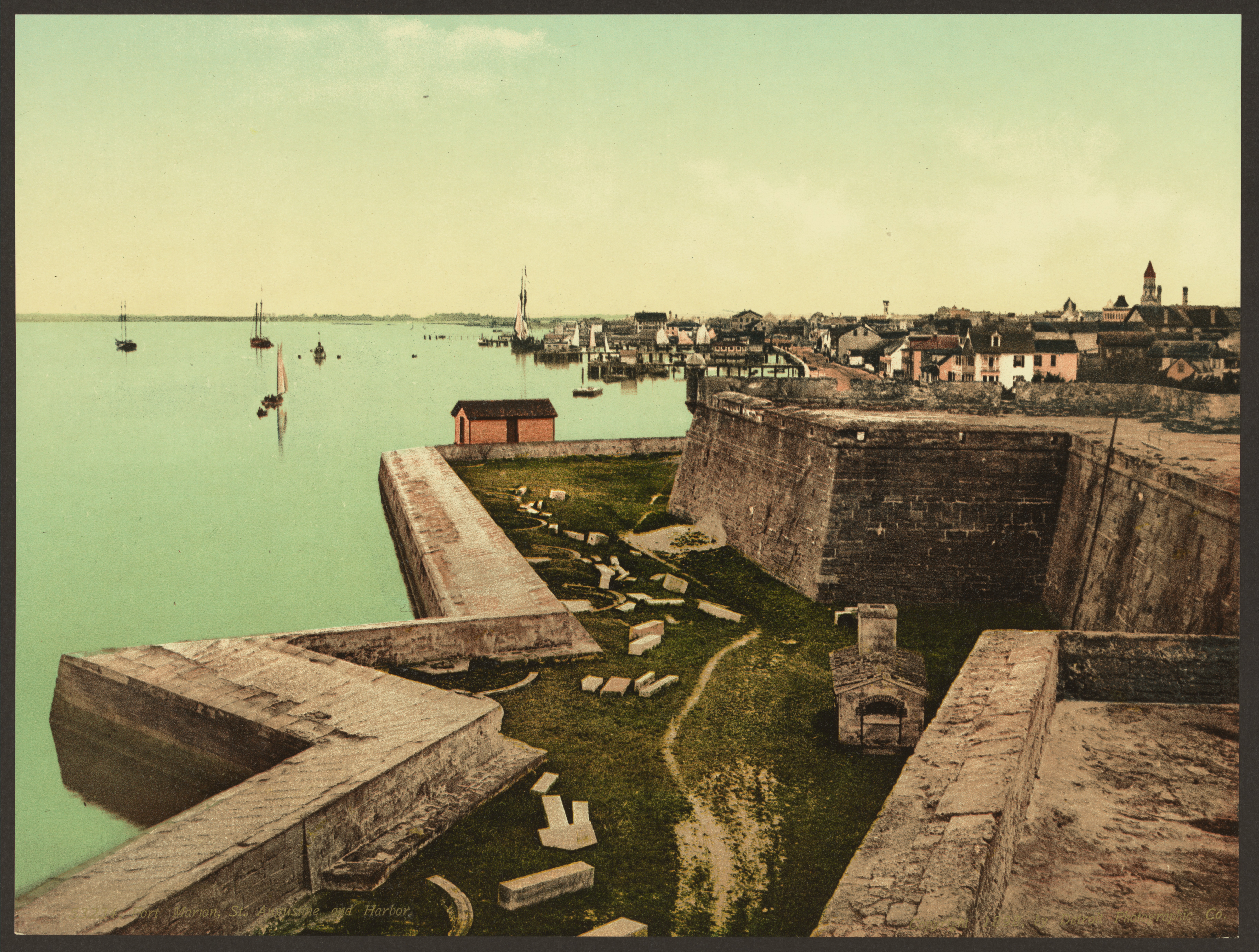
マリオン要塞、セントオーガスティン市街および港、1898年